# Quercus guadalupensis
Quercus guadalupensis là một loài thực vật có hoa trong họ Cử. Loài này được Sarg. miêu tả khoa học đầu tiên năm 1918.